# Kritična točka
Krítična tóčka je v fiziki točka na faznem diagramu, ki opisuje termodinamsko stanje, opredeljeno s temperaturo in tlakom, pri katerem ni mogoče razločevati med plinasto in kapljevinasto fazo snovi. Ko se približuje kritični točki tako, da se kapljevino v zaprtem prostoru segreva, se njena gostota zmanjšuje, obenem pa se povečuje gostota pare. Gostoti postajata z naraščanjem temperature vse bolj podobni in se pri kritični temperaturi izenačita, tako da se ne da več razlikovati med fazama. V kritični točki sta površinska napetost in izparilna toplota enaki nič, stisljivost pa naraste prek vseh mej. Tlak v kritični točki je enak kritičnemu tlaku, temperatura kritični temperaturi, gostota pa kritični gostoti. Ker je v kritični točki površinska napetost kapljevine enaka nič, med kapljevino in plinom tudi ni gladine.
Pri temperaturah nad kritično se s povečanjem tlaka ne da več dobiti kapljevine. V tem smislu včasih imenujejo pline le pri temperaturah nad kritično, pod njo pa plinasto fazo imenujejo paro.
Kritične spremenljivke so uporabne za zapis različnih enačb stanj z eno, ki velja za vse snovi. To je podobno kot pri normaliziranih konstantah.
Po teoriji renormalizacijskih grup je določilna značilnost kritičnosti to, da naravna značilnost dolžinske stopnje fizikalnega sistema, korelacijska dolžina ξ, postane neskončno velika. To se dogaja tudi v faznem prostoru vzdolž kritičnih premic.
Kritično točko opisuje konformna teorija polja.

## Kritična temperatura, tlak in gostota nekaterih snovi
| snov              | kritična temperatura [ K ] | kritični tlak [ MPa ] | kritična gostota [kg/m3] |
| ----------------- | -------------------------- | --------------------- | ------------------------ |
| helij             | 5,19                       | 0,227                 | 690                      |
| vodik             | 33,2                       | 1,297                 | 310                      |
| neon              | 44,4                       | 2,760                 | 484                      |
| dušik             | 126,2                      | 3,390                 | 311                      |
| ogljikov monoksid | 132,2                      | 3,64                  |                          |
| zrak              | 133                        | 3,95                  |                          |
| fluor             | 144,3                      | 5,220                 | 630                      |
| argon             | 150,87                     | 4,870                 | 531                      |
| kisik             | 154,6                      | 5,050                 | 410                      |
| metan             | 190,2                      | 4,619                 | 163                      |
| kripton           | 209,4                      | 5,500                 | 908                      |
| etilen            | 282                        | 5,04                  | 215                      |
| ksenon            | 289,7                      | 5,840                 | 1105                     |
| ogljikov dioksid  | 304,2                      | 7,375                 | 468                      |
| etan              | 305                        | 4,87                  | 207                      |
| acetilen          | 308                        | 6,4                   | 231                      |
| propan            | 370                        | 4,24                  | 220                      |
| radon             | 378,16                     |                       |                          |
| amonijak          | 405,6                      | 11,595                | 235                      |
| klor              | 417                        | 7,700                 | 573                      |
| butan             | 425                        | 3,78                  | 228                      |
| dietileter        | 467                        | 3,75                  | 263                      |
| etanol            | 489                        | 6,59                  | 276                      |
| benzen            | 565                        | 5,07                  | 302                      |
| brom              | 584                        | 10,340                | 302                      |
| voda              | 647,096                    | 22,059                | 317                      |
| jod               | 819,16                     |                       |                          |
| fosfor            | 994,16                     |                       |                          |
| žveplo            | 1314,16                    |                       |                          |
| arzen             | 1673,16                    | 22,059                | 317                      |
| živo srebro       | 1750,16                    |                       |                          |
| selen             | 1766,16                    |                       |                          |